# Schönbuche
Schönbuche este o arie protejată (arie specială de conservare — SAC, sit de importanță comunitară — SCI) din Germania întinsă pe o suprafață de 124,66 ha, integral pe uscat.

## Localizare
Centrul sitului Schönbuche este situat la coordonatele 50°28′23″N 9°32′08″E / 50.4731°N 9.5356°E.

## Înființare
Situl Schönbuche a fost declarat sit de importanță comunitară în aprilie 1999 pentru a proteja 1 specie de animale. Situl a fost protejat și ca arie specială de conservare în martie 2008.

## Biodiversitate
Situată în ecoregiunea continentală, aria protejată conține 1 habitat natural: Păduri de fag Luzulo-Fagetum.
La baza desemnării sitului se află o specie protejată de  nevertebrate: rădașcă (Lucanus cervus).